# 夢想之門
《夢想之門》（日语：ユメノトビラ）是μ's的单曲，2014年5月28日由Lantis发行，同时也是电视动画《Love Live!》第二期的插曲。

## 概要
TV動畫《Love Live!》的第二期插曲第一彈。第一首「ユメノトビラ」（夢想之門）作為第2期第3話的插曲使用。主打曲《梦想之门》同时也是TV動畫《Love Live! Sunshine!!》第2話插曲，由樱内梨子（聲：逢田梨香子）演唱，收录于动画原声碟《Sailing to the Sunshine》中。
初回生產版隨機附送了9種「μ's想與你同行神誕卡」中的一張。包裝於2014年4月27日公開。
宣傳語是「想一起……抓住！向著最棒的舞臺」（一緒に…つかみたい！最高のステージへ）。

## 收錄曲目
- CD

1. （夢想之門）
  - 作詞：畑亚貴，作曲、編曲：佐伯高志（日语：佐伯高志）
  - TV動畫第2期第3話插曲
  - 代表著「前進」的主題曲，同時也是第2期第3話的標題。
2. SENTIMENTAL StepS
  - 作詞：畑亚貴，作曲：高阪昌至（日语：高阪昌至），編曲：清水哲平（日语：清水哲平）
  - 畢業歌曲類型的主題曲，分類近似合唱曲。
3. (Off Vocal)
4. SENTIMENTAL StepS (Off Vocal)

## 專辑收錄
| 曲名              | 專輯                                       | 發售日        | 專輯類型 |
| ----------------- | ------------------------------------------ | ------------- | -------- |
|                   | 《μ's Best Album Best Live! Collection Ⅱ》 | 2015年5月27日 | 精選輯   |
| SENTIMENTAL StepS | 《μ's Best Album Best Live! Collection Ⅱ》 | 2015年5月27日 | 精選輯   |